# Kuorikkilampi
Kuorikkilampi är en sjö i kommunen Posio i landskapet Lappland i Finland. Arean är 37 hektar och strandlinjen är 4,53 kilometer lång. Sjön  ingår i Koundaälvens huvudavrinningsområde.   Den ligger omkring 130 kilometer öster om Rovaniemi och omkring 670 kilometer norr om Helsingfors. 
Nordöst om Kuorikkilampi ligger Kaartoselkä. 